# Alekséi Orlov
Alekséi Grigórievich Orlov (en ruso: Алексей Григорьевич Орлов, 24 de septiembrejul./ 5 de octubre de 1737greg.-24 de diciembre de 1807jul./ 5 de enero de 1808greg.) fue un militar y estadista ruso, que disfrutó de gran protagonismo durante el reinado de Catalina II de Rusia.

## Biografía
Nació en la familia Orlov en Liútkino, Gobernación de Tver, un pueblo situado en el actual óblast de Tver, como hijo de Grigori Ivánovich Orlov, gobernador de Nóvgorod, y hermano de Grigori Orlov. Ingresó en el Regimiento Preobrazhenski y para 1762 alcanzó el rango de sargento. Se distinguió durante la guerra de los Siete Años y fue herido en la batalla de Zorndorf. Era descrito como un gigante, de más de dos metros de altura, y un famoso duelista, con una cicatriz en la mejilla. La cicatriz le hizo ganar el mote de 'caracortada'.

### Golpe de 1762
Junto con su hermano Grigori Orlov, Alekséi Orlov se involucró en el golpe de palacio para derrocar al zar Pedro III de Rusia y colocar a su esposa, Catalina, en el trono ruso. En el golpe, llevado a cabo en julio de 1762, Alekséi fue a encontrarse con Catalina en el Palacio de Peterhof, y encontrándola en la cama, anunció "ha llegado el momento de que usted reine, señora". Luego la condujo a San Petersburgo, donde los regimientos de guardias de allí le proclamaron su lealtad. El zar fue arrestado y encarcelado en Ropsha, bajo la guardia de Alekséi Orlov. Allí Pedro III murió en misteriosas circunstancias el 6 de juliojul./ 17 de julio de 1762greg.. Se supone que Orlov lo asesinó, ya fuera por iniciativa propia o por orden de Catalina. Un testimonio menciona a Orlov dándole de beber vino envenenado que causó:

...llamas [por supuesto] a través de sus venas. Esto despertó sospechas en el derrocado emperador y rechazó el siguiente vaso. Pero usaron la fuerza y él se defendió. En esa horrible lucha, para sofocar sus gritos, lo arrojaron al suelo y lo agarraron por la garganta. Pero él se defendió con la fuerza que proviene de la desesperación final y trataron de evitar herirlo. Colocaron una correa de rifle en el cuello del emperador. Alekséi Orlov se arrodilló con ambas piernas sobre su pecho y bloqueó su respiración. Murió entre sus manos.

Orlov aparentemente escribió una carta a Catalina después de la muerte de Pedro III, confesando que este había sido asesinado en una pelea de borrachos con uno de sus carceleros, Fiódor Bariátinski, y asumiendo la culpa. La autenticidad de esta carta ha sido cuestionada. Se anunció que el zar había muerto de un ataque de cólico hemorroidal.

### Servicio a Catalina II
Los Orlov fueron recompensados tras el ascenso al trono de Catalina y Alekséi fue ascendido al rango de general de división y se le concedió el título de conde. Él y su hermano recibieron 50000 rublos y 800 siervos. A pesar de la falta de educación formal y su ignorancia de los idiomas extranjeros, mantuvo el interés por la ciencia, patrocinando a Mijaíl Lomonósov y Denís Fonvizin, y manteniendo correspondencia con Jean Jacques Rousseau. Fue uno de los fundadores de la Sociedad Económica Libre y su primer presidente electo. Recompensado con grandes propiedades, se interesó por la cría de caballos, el desarrollo del trotón Orlov y la popularización de la raza de pollos que ahora se conoce como Orloff.
Se involucró en operaciones militares durante la guerra ruso-turca (1768-1774), desencadenando la Revuelta de Orlov en Grecia y comandando un escuadrón de la Armada Imperial Rusa. Luchó y ganó la batalla de Chesmé contra una flota otomana el 5 de julio de 1770, con la ayuda de la pericia naval británica, y recibió el derecho de añadir el honorífico "Chesmenski" a su nombre.
También se le concedió la Orden de San Jorge de Primera Clase. La Revuelta de Orlov en Grecia, pese a los éxitos iniciales, carecía de apoyo ruso continuo y fue finalmente derrotada por los otomanos. Orlov fue enviado como plenipotenciario a las conversaciones en Focșani en 1772, pero su impaciencia causó la ruptura de las negociaciones, lo que provocó el descontento de Catalina II.
La zarina encargó entonces a Orlov que se pusiera en contacto con Yelizaveta Tarakánova, una aspirante al trono que decía ser hija de Isabel I de Rusia, y la llevara a Rusia. Orlov lo hizo fingiendo ser su partidario y seduciéndola con éxito. Luego la atrajo a bordo de un barco ruso en Livorno en mayo de 1775, donde fue arrestada por el almirante Samuel Greig y llevada a Rusia, donde fue encarcelada y posteriormente murió. Poco después de este servicio, los Orlov cayeron en desgracia en la corte, y Alekséi y Grigori fueron despedidos de sus cargos. Orlov se retiró al palacio de la finca Neskúchnoie (Нескучное (усадьба)) cerca de Moscú, donde ofrecía lujosos bailes y cenas, convirtiéndose en "el hombre más popular de Moscú".

### Últimos años y muerte
Después de la muerte de Catalina en 1796, el nuevo gobernante, el zar Pablo I, ordenó que su padre, Pedro III, fuera enterrado de nuevo en una gran ceremonia. A Alekséi Orlov se le ordenó llevar la Corona Imperial delante del féretro. Sobre Orlov recayeron brevemente las sospechas de haber sido uno de los asesinos de Pablo I. Orlov dejó Rusia durante el reinado de Pablo I, pero regresó a Moscú después de su muerte y la coronación de Alejandro I. Orlov comandó la milicia del quinto distrito durante la guerra de la Cuarta Coalición en 1806-07, que se puso en marcha casi enteramente a sus expensas.
Murió en Moscú el 24 de diciembre de 1807jul./ 5 de enero de 1808greg.. Dejó una finca de cinco millones de rublos y 30000 siervos. De su matrimonio con Eudokia Nikoláievna Lopujiná (contraído el 6 de mayo de 1782) nacieron una hija, Ana Orlova-Chesménskaya (1785-1848), y un hijo, Iván (1786-1787). Eudokia murió mientras daba a luz a Iván en 1786. Se cree que Orlov también tuvo un hijo ilegítimo llamado Aleksandr Alekséievich Chesmenski (1763-1820).